# Habenaria petraea
Habenaria petraea är en orkidéart som beskrevs av Jany Renz och Grosvenor. Habenaria petraea ingår i släktet Habenaria och familjen orkidéer. Inga underarter finns listade i Catalogue of Life.